# Berotha puncticollis
Berotha puncticollis is een insect uit de familie van de Berothidae, die tot de orde netvleugeligen (Neuroptera) behoort. 
Berotha puncticollis is voor het eerst wetenschappelijk beschreven door Navás in 1911.